# Kim Do-hyuk
Đây là một tên người Triều Tiên, họ là Kim.
Kim Do-hyuk (sinh ngày 8 tháng 2 năm 1992) là một cầu thủ bóng đá Hàn Quốc thi đấu cho Incheon United.
Năm 2018 anh gia nhập Asan Mugunghwa theo dạng cho mượn để thực hiện nghĩa vụ quân sự.